# Кошае
Кошае (самоназва — Kosrae; [ko.ʂa.e][джерело?]) — мікронезійська мова, рідна мова народу косрае, що проживає на острові Косрае, самому східному з Каролінських островів. Станом на 2001 рік, 8 тисяч осіб у Мікронезії були носіями мови, та всього у світі було 9 060 носіїв мови кошае. 